# Vincenzellus elongatus
Vincenzellus elongatus är en skalbaggsart som först beskrevs av Mannerheim 1852.  Vincenzellus elongatus ingår i släktet Vincenzellus och familjen trädbasbaggar. Inga underarter finns listade i Catalogue of Life.